# Bibliothèque verte
Pour l’article homonyme, voir La Bibliothèque verte.

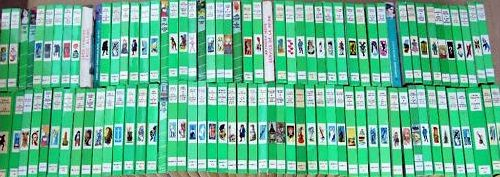
60 titres variés des 3e et 4e séries.

La Bibliothèque verte est une collection française de livres pour la jeunesse créée en 1923 par les éditions Hachette, qui se caractérise par une couverture (puis un dos) de couleur verte. Grand succès commercial avec des tirages considérables, la « Bibliothèque verte » atteint son apogée de 1955 à 1980.

## Genèse
Créée en 1923 pour les jeunes adolescents — et plus particulièrement pour les garçons — la collection « Bibliothèque verte » est d'abord conçue pour rééditer les grands classiques de la littérature de jeunesse, en particulier les auteurs de la collection « Bibliothèque d'éducation et de récréation » des éditions Hetzel (dont Jules Verne), éditions rachetées par Hachette en 1914.
Quand paraissent les premiers volumes à partir 1923, l'appellation « Bibliothèque verte », ne figure pas encore sur le cartonnage mais seulement sur la page de titre, sous l'indication : « Bibliothèque verte - Nouvelle Bibliothèque d'éducation et de récréation ». Ces livres sont déjà de couleur verte, couleur caractéristique de la collection jusqu'à nos jours.
C'est à partir de 1948 que des nouveautés paraîtront en nombre significatif. 
Puis en 1955, Louis Mirman (1916-1999), directeur littéraire des livres pour la jeunesse chez Hachette depuis 1947, professeur d’anglais à l’origine et grand admirateur de la culture anglaise,, décide de relancer la collection avec l’idée d’en faire une véritable collection populaire : le prix des livres est désormais fixé en fonction de l’argent de poche mensuel des enfants de l’époque ; la présentation devient plus moderne et plus attrayante. Mais la grande nouveauté que Louis Mirman introduit, est la publication de séries anglo-saxonnes à héros récurrent : la toute première est Alice de l'Américaine Caroline Quine, en août 1955. C'est un très grand succès de librairie : dix millions d’exemplaires d'Alice dans la « Bibliothèque verte » seront vendus en France de 1955 à 1974. Alice ouvre le bal à de nombreuses autres séries de langue anglaise dont Hachette a racheté les droits : Le Club des Cinq d'Enid Blyton qui sera éditée à partir de 1955 dans la collection « Bibliothèque rose » (l'autre collection à succès des éditions Hachette) puis, en 1962, Oui-Oui, également d'Enid Blyton. 
D'autres séries seront bientôt commandées à des auteurs français et viendront alimenter le succès : Michel de Georges Bayard, en 1958, Les Six Compagnons de Paul-Jacques Bonzon en 1961 (toutes deux publiées dans la « Bibliothèque verte ») et Fantômette de Georges Chaulet, en 1961, dans la « Bibliothèque rose ».
Les Bibliothèques verte et rose rencontrent un succès sans précédent qui perdurera jusqu'au début des années 1980. Les enfants des années soixante et soixante-dix vont s’approprier ces ouvrages, édités à des millions d'exemplaires, et en garnir les étagères de leur chambre.

## La Bibliothèque verte aujourd’hui
Aujourd'hui, la « Bibliothèque verte » est essentiellement centrée sur la novélisation des séries télévisées et des films : les romans d'action et d'aventure pour les enfants de six à douze ans. Elle est ainsi complémentaire de la « Bibliothèque rose », qui regroupe actuellement des romans d'humour, d'émotion ou de magie.
La collection est segmentée en fonction de la tranche d'âge des lecteurs :
- Ma première Bibliothèque verte : pour les 6-8 ans
- Les Romans de films de la Bibliothèque verte : 8-10 ans
- Bibliothèque verte Plus : pour les 10-12 ans

## Les étapes de la modernisation de la Bibliothèque verte

### Première série de livres (1923 à 1957)

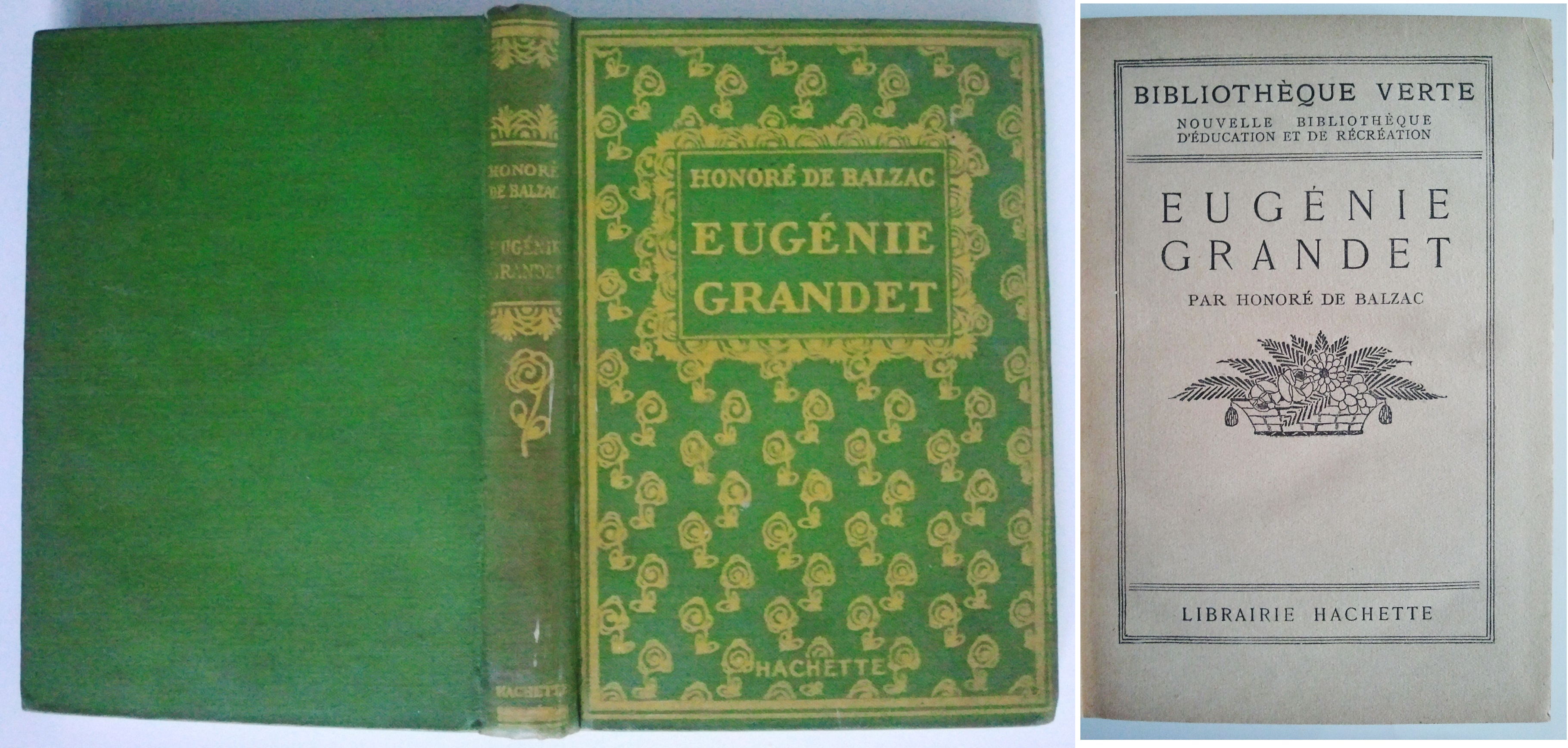
Un exemplaire de 1925 de la Bibliothèque Verte, avec sa page de titre.

Les premiers volumes se présentent sous forme cartonnée in-12 carré, avec une reliure.
Ils sont recouverts de toile verte ornée de dorures de formes diverses selon la décennie :
- 1923 à 1929 : petites fleurs parsemées sur toute la couverture avec un cartouche central contenant le nom de l'auteur et le titre du roman.

L'appellation « Bibliothèque verte » ne figure pas encore sur le dos ou sur la couverture, uniquement sur la page de titre.

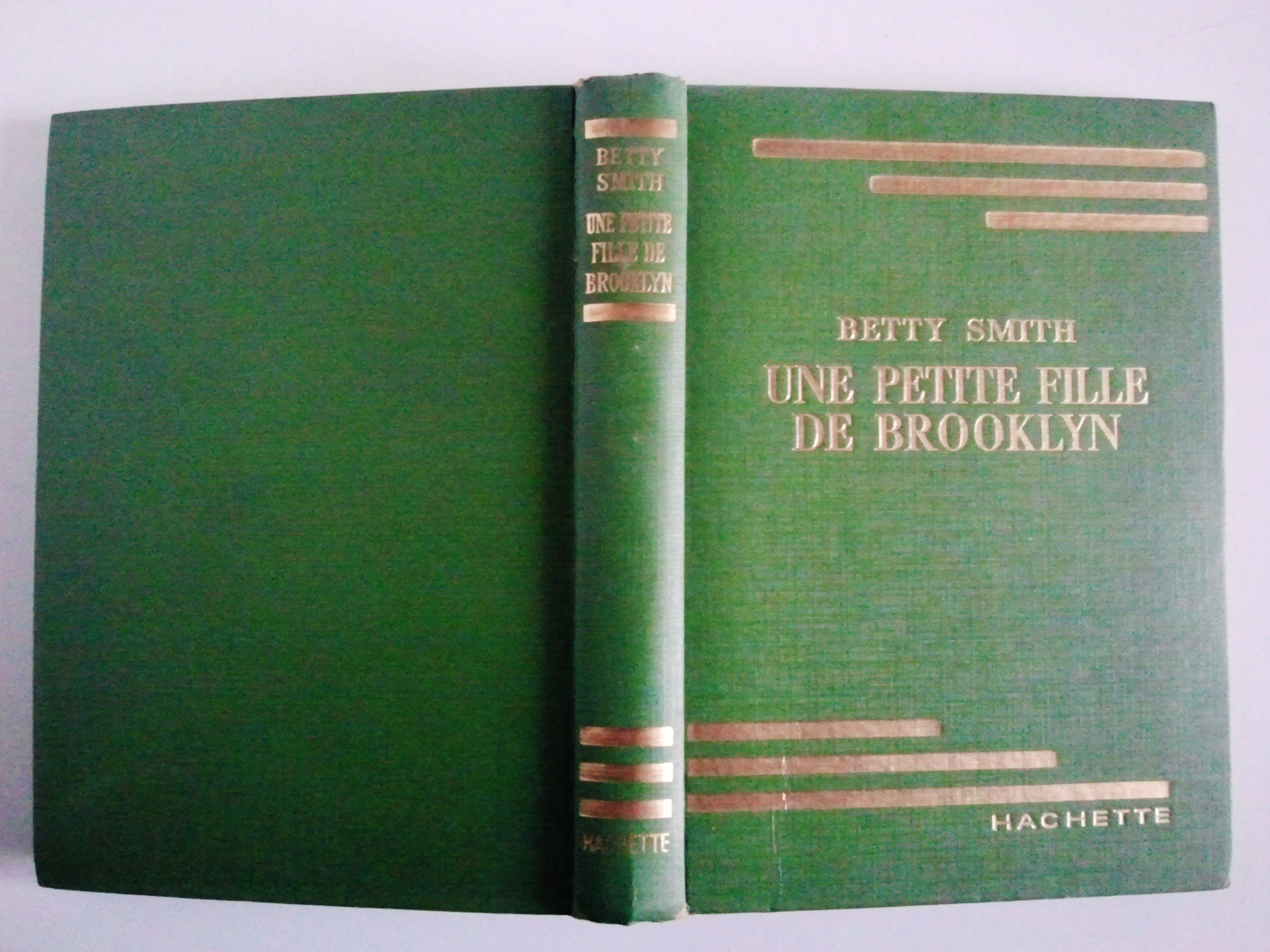
Un exemplaire de 1956 de la Bibliothèque Verte sans sa jaquette.

- 1929 à 1957 : six bandes horizontales sur la couverture : 3 vers la bordure supérieure, 3 vers la bordure inférieure avec, entre les deux, le nom de l'auteur et le titre du roman.

La jaquette en papier, ou "couvre-livre", apparaît en 1930-31 : elle est illustrée en couleur sur le premier plat et porte la mention "Bibliothèque verte" en tête. Le dos de la jaquette est blanc avec le titre en lettres rouges ; il portera une numérotation à partir de 1956.
Le cahier est réalisé avec du papier recyclé de faible qualité, résultat des restrictions d'après-guerre. En effet, de 1946 a 1951 sévit une crise de pénurie générale dont on ne sortira que par le Plan Marshall, et plutôt tardivement en ce qui concerne le livre et le papier.
Les premiers volumes ne comporteront aucune illustration intérieure. Par la suite, il y aura huit dessins in-texte (intérieurs) de pleine page en noir et blanc qui seront trichromes (noir, orange, jaune) dans les années 1940 et jusqu'au début des années 1950). Le texte demeure le texte original.
Ces volumes sont dits « Bibliothèque verte de 1re série. »

### Deuxième série de livres (1958 à 1961)
En 1955, Hachette décide de relancer sa collection en publiant des séries anglo-saxonnes et en modernisant le présentation. C'est en 1958 qu'a lieu le premier grand changement dans l'aspect des volumes édités : 
- la jaquette est supprimée.
- la reliure cartonnée est désormais recouverte d'un film en plastique selon un procédé appelé pelliculage. La production des matières plastiques, autrefois coûteuse, s'était en effet fortement développée après la Seconde Guerre mondiale et était devenue plus abordable.
- les cahiers cousus sont supprimés et remplacés par des feuillets thermocollés, procédé moins onéreux.

Le papier reste de qualité médiocre, le dos reste blanc et comporte désormais une numérotation (de 1 à 44). Un bandeau jaune avec l'inscription "bibliothèque verte" est apposé sur le haut de la couverture. Cette série a été éditée de 1958 à 1961.
Ces volumes sont dits « Bibliothèque verte de 2e série ».

### Troisième série de livres (1959 à 1983)

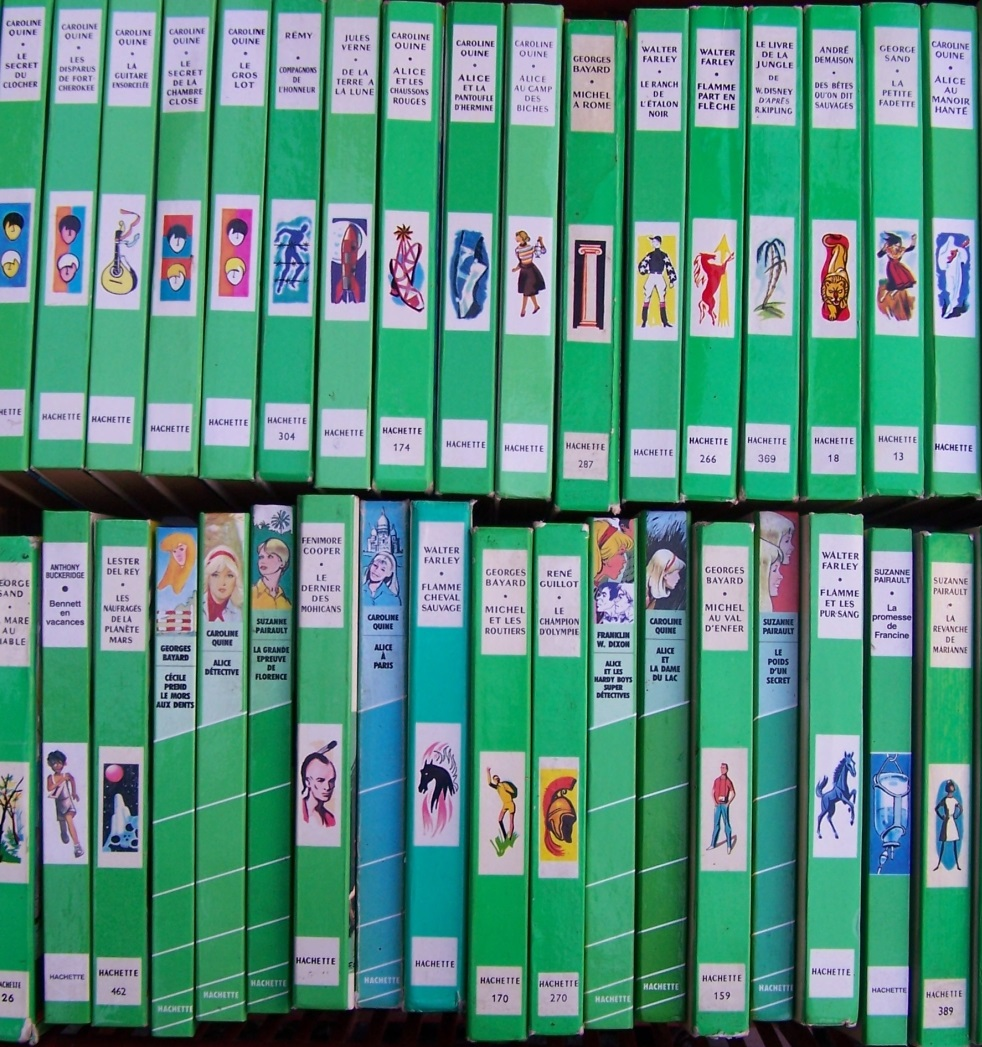
Quelques volumes des 3e et 4e séries.

En 1959, a lieu une innovation importante : la couleur fait son apparition avec l'insertion dans le cahier de quatre planches d'illustrations en couleur de pleine page sur papier fort, ainsi que de nombreux dessins in-texte de demi-page en noir et blanc. Apparaissent également des vignettes de cul-de-lampe à la fin de chaque chapitre.
Le dos (ou tranche arrière) des volumes devient entièrement vert, avec trois cases en réserve blanche : en haut avec le titre et l'auteur, au milieu portant une illustration résumant l'intrigue, en bas la numérotation. Le bandeau jaune avec l’inscription « Bibliothèque verte » est conservé.
La qualité du papier, lequel est toujours issu du recyclage, demeure très médiocre ; il empire à partir de 1976 où il devient marron clair avec des feuilles d'une minceur extrême.

De 1959 à 1983, de légères variations dans l'aspect du design auront lieu, dont la plus importante sera la disparition, en 1975, du bandeau jaune avec l'inscription « Bibliothèque verte » qui était apposé sur le haut de la couverture. Ce bandeau sera remplacé par un logo ayant la forme d'un rectangle, et dans lequel figurent les mots superposés "Bibliothèque verte". À partir de 1972 la numérotation est supprimée.
. 
Ces volumes sont dits « Bibliothèque verte de 3e série ».
Il n'existe plus les originaux des illustrateurs. Une collection complète des volumes numérotés est conservée dans le privé (collection Cyril de La Patellière).

### Quatrième série de livres (1983 à 1988)
Le début des années 1980 voit une baisse notable des ventes des livres de la « Bibliothèque verte ». Afin de relancer les ventes, Hachette fait évoluer l'aspect et le format de ses volumes. Ainsi, en 1983, le format est-il légèrement réduit en largeur, et le dos comporte six stries blanches obliques. La case du milieu qui portait un dessin miniature est déplacée vers le haut de la tranche. Enfin, sur la quatrième de couverture est ajoutée une petite illustration en couleur tirée d'une planche intérieure du livre. Le texte d'origine est parfois abrégé.
Ces volumes sont dits « Bibliothèque verte de 4e série » ou « série au dos strié ».

### Cinquième série de livres (1988 à 2000)
En 1988, la chute des ventes se confirme. Dans un souci d'économie, Hachette abandonne les couvertures cartonnées et adopte le format de poche souple. Les illustrations intérieures en couleur sont remplacées par des illustrations en noir et blanc, moins nombreuses que dans les volumes cartonnés. La numérotation réapparaît au dos des volumes. La qualité du papier s'améliore. Le texte d'origine est remanié, abrégé et modernisé. Des légères variations dans l'aspect du design auront lieu.
Ces volumes sont dits « Bibliothèque verte de 5e série » ou « format de poche ».

### Sixième série de livres (2000-présent)
En l'an 2000, Hachette décide de célébrer l'entrée dans le nouveau millénaire en créant une nouvelle stylique pour l'ensemble des volumes des Bibliothèques rose et verte. Un format hybride entre le format cartonné et le format souple voit le jour, plus luxueux et plus esthétique. La couverture semi-rigide et épaisse comporte une partie vernie en relief et en surbrillance ; l’autre partie est mate. Le papier utilisé est du haut de gamme.
Pour la plupart des titres, le texte est encore davantage remanié et modernisé par rapport au texte d'origine, au point que les nouvelles versions des séries telles que Le Club des Cinq ou Alice suscitent la polémique auprès des parents dont beaucoup considèrent que la traduction originale a été par trop dénaturée, et le niveau de langage, trop affaibli.
De nouvelles séries font leur apparition à partir des années 2000, dont beaucoup sont tirées de films ou de bandes dessinées.

## Les séries éditées dans la Bibliothèque verte
Note : liste non exhaustive, classement par ordre alphabétique.

### Séries actuelles (postérieures à 2000)
- Alerte ! de Jack Dillon
- Alice (Nancy Drew)[Note 3], de Caroline Quine. Alice Roy est un détective amateur américain de 18 ans. Avec ses amies Bess et Marion, elle résout des énigmes.
- Astérix, adaptée des bandes dessinées de René Goscinny.
- Les Aventures d'Hercule Poirot, d'Agatha Christie : Hercule Poirot est un détective privé belge qui élucide des meurtres dans la haute société.
- Batman, adaptée des films et bandes dessinées du même nom.
- Beast Quest, d'après la série britannique de romans pour enfants de médiéval-fantastique.
- Cars, adapté des films d'animation américains du même nom.
- Chasseurs de Dragons, adaptée de la série télévisée d'animation française du même nom.
- Cluedo, adapté du jeu de société et du film du même nom.
- Code Lyoko, adapté de la série télévisée d'animation française du même nom. Les aventures de science-fiction de quatre adolescents de la région parisienne.
- Dragon Ball, adapté de la série télévisée d'animation japonaise du même nom.
- Foot 2 Rue, d'après la série télévisée d'animation française du même nom : des enfants de race différentes, Tag, Gabriel, Éloïse, Tarek et Nordine, tentent d'organiser dans leur ville la première Coupe du monde de foot de rue (variante du football).
- Gormiti, adapté de la série télévisée d'animation franco-italienne du même nom : les Gormiti, personnages ayant l'aspect de monstres, possèdent chacun des pouvoirs souvent surnaturels ou, du tout du moins, extraordinaires.
- Indiana Jones Jr. de Les Martin, d'après les films du même nom : les aventures de l’archéologue et chercheur de trésor Indiana Jones au début du XXe siècle, lors de la Première et la Seconde Guerre mondiale, ainsi que pendant la guerre froide.
- L'Instit, inspiré de la série télévisée française du même nom. Victor Novak, instituteur, effectuant des remplacements à travers toute la France ; il se trouve, dans chaque épisode, confronté à un problème concernant un enfant et débouchant sur un sujet de société.
- Kenshin de Watsuki Nobuhiro, Nobuhiro Watsuki et Kaoru Shizuka, adapté de la série télévisée d'animation Kenshin le vagabond.
- Kid Paddle, d'après la série de bande dessinée humoristique belge du même nom créée par Midam : les aventures du jeune garçon Kid Paddle, fan de jeux vidéo qui a tendance à confondre les univers de ces jeux avec le monde réel.
- Lanfeust de Troy, d'après la série de bande dessinée de science-fiction du même nom créée par Christophe Arleston et Didier Tarquin.
- Le Club des Cinq (Famous Five) , d'Enid Blyton : quatre cousins de 10 à 12 ans et leur chien Dagobert se retrouvent à chaque congé scolaire et sont amenés à vivre des aventures palpitantes (série publiée initialement dans la Bibliothèque rose).
- Les Légendaires, d'après l’œuvre de Patrick Sobral (novélisation de Nicolas Jarry) : cinq justiciers aux pouvoirs surnaturels redevenus enfants après un combat contre les forces du mal, tentent de réparer leur erreur.
- Les Légendes d'Avantia, série de science-fiction d'Adam Blade.
- Lucas et compagnie, de Brigitte Peskine : le quotidien de Lucas Deschamp, onze ans, le surdoué de la famille, et de son frère Thibaut.
- Lucky Luke, d'après la série de bande dessinée franco-belge de western humoristique créée par Morris : les aventures du cow-boy Lucky Luke et de son cheval Jolly Jumper dans l'Ouest américain.
- Naruto, adapté de la série télévisée d'animation de science-fiction du même nom : Naruto, orphelin de douze ans, vit des aventures dans un monde rétro-futuriste.
- One Piece, de Eiichirō Oda, adapté de la série télévisée d'animation fantastique du même nom : dans un monde fictif, à la géographie dominée par les océans, des pirates aspirent à une ère de liberté.
- Pirates des Caraïbes, adapté des films fantastiques du même nom.
- Prince of Persia, d'après la série de jeux vidéo du même nom : des aventures fantastiques dans la Perse ancienne empreinte de légendes et de magie.
- Sabine-Juliette.com, de Sophie Dieuaide : Sabine et Juliette, deux amies, ont créé un site Internet pour donner des conseils en look et problèmes en tout genre.
- Shaman King, de Hiroyuki Takei et Hideki Mitsui, adapté de la série d'animation fantastique du même nom : Manta est un collégien ordinaire qui, un jour, rencontre Yoh, un Chaman. Manta va alors tout faire pour devenir le roi des chamanS.
- Sherlock Holmes d'Allen Sharp : les aventures du célèbre détective créé par Arthur Conan Doyle.
- Spider-Man, adapté des films et des BD du super-héros du même nom.
- Star Wars, d'après les films de science-fiction du même nom.
- Star Wars: The Clone Wars
- Storm Hawks, adapté de la série télévisée d'animation canadienne Les Faucons de l'orage : cinq adolescents et un chien-lapin luttent, à l'aide de motos qui se transforment en avions et de cristaux d'énergie, contre leur ennemi, l'empire cyclonien.
- Super 4 - Playmobil, d'après la série télévisée d'animation Super 4.
- Tarzan, d'Edgar Rice Burroughs : les aventures du célèbre homme de la jungle.
- Transformers, adaptées des films fantastiques du même nom : les Transformers sont des robots transformables.

### Anciennes séries (1955 à 2000)
- Alice (Nancy Drew) de Caroline Quine. Alice Roy est un détective amateur américain de 18 ans. Avec ses amies Bess et Marion, elle résout des énigmes.
- Allan Blackpool de Michael Hardcastle : les palpitants matches de football que joue Allan Blackpool.
- L’Androïde (Not Quite Human) de Seth Mcevoy : série de sept romans relatant les aventures d'un robot ayant les traits d'un adolescent.
- Les Aventures d'Arsène Lupin de Maurice Leblanc : les aventures du gentleman-cambrioleur Arsène Lupin, au début du XXe siècle.
- Les Aventures de Harry de Derek Denton : Harry et ses amis vivent des aventures fantastiques de magie, d'étrange et de sorcellerie.
- Les Aventures d'Hercule Poirot d’Agatha Christie : les aventures du célèbre détective privé belge.
- Auteurs en herbe : récits écrits par des jeunes de moins de dix-huit ans, sur un thème choisi.
- Les Aventures de Patrick Valmont d'Eric Lestier : un jeune garçon vit des aventures dans de nombreux pays.
- Les Aventures d'Eric Matras de François Celier : un jeune radio-reporter vit des tas d'aventures diverses et variées.
- Belle et Sébastien de Cécile Aubry : l'amitié entre un garçon et son chien, un saint-Bernard.
- Bennett (Jennings) d'Anthony Buckeridge : les aventures comiques et burlesques de Bennett, élève dans un pensionnat en Angleterre.
- Birdy Jones et ses musiciens (Birdy Jones) de E. W. Hildick.
- Bob Morane de Henri Vernes : un justicier de 33 ans vit des aventures extra-ordinaires.
- Buffalo Bill de David Hamilton : au temps du Far-West et des Indiens, les aventures du célèbre chasseur de bisons Buffalo Bill.
- Le Carré d'as d'Odette Sorensen : les aventures de détective de quatre jeunes parisiennes : Patricia, Laurence, Annette et Kito, alias Pique, Cœur, Trèfle, Carreau, et de leur ami Marc, dit "le joker".
- Cécile de Georges Bayard : Cécile et ses amies Laure et Juju résolvent des mystères.
- Le Cheval fantôme de Christine Pullein-Thompson : les aventures de Jane et de son frère Gary et leur cheval sauvage nommé Fantôme.
- Chris Cool de Jack lancer : un jeune étudiant américain est un agent du contre-espionnage américain. Son ami Géronimo, le Sioux, l'accompagne dans ses aventures.
- Cinq jeunes filles de Georges-Gustave Toudouze : Martiale Cartier et ses quatre camarades, jeunes françaises, font une croisière à bord de leur yacht, l'Arélbuse. Des mystères les attendent dans les pays qu'elles traversent.
- Les Conquérants de l'impossible de Philippe Ébly : une série de science-fiction.
- L’Étalon Noir (The Black Stallion) de Walter Farley : les aventures d'un cheval.
- Les Évadés du temps de Philippe Ébly : une série de science-fiction.
- Fils de la flibuste de Marc Flament : au temps des corsaires et des pirates, les aventures du jeune François Lenormand.
- Flamme (The Island Stallion) de Walter Farley : les aventures d'un cheval nommé Flamme.
- Frank et Dave les rois du volant d'Eric Speed : les courses de voitures déjantées de deux amis, Frank et Dave.
- Il était une fois le Far-West de Marc Flament : au temps du Far-West, les aventures de Cheval-Tonnerre, jeune garçon de douze ans.
- Jeunes Filles en blanc de Suzanne Pairault : les aventures de jeunes infirmières tout juste diplômées.
- Ji, Ja, Jo (Three Jays) de Pat Smythe : Jimmy, Jacqueline et Josy, dits Ji, Ja, Jo, sont d'excellents cavaliers et participent à des concours hippiques.
- Jim Spark d'Isaac Asimov : les aventures de science-fiction de Jim Spark[Note 4].
- Jules Verne
- Justine de Laurencie : les aventures de Justine.
- Langelot de Lieutenant X, pseudonyme de Vladimir Volkoff : Langelot est un agent secret de 18 ans, au service de la France.
- Larry J. Bash de Lieutenant X, pseudonyme de Vladimir Volkoff : les aventures d'un jeune détective privé aux États-Unis.
- Michel de Georges Bayard : les aventures d'un détective amateur de quinze ans.
- Norby de Janet Asimov et Isaac Asimov : les aventures de science-fiction de Norby, Jeff et Oula.
- Les Patrouilleurs de l'an 4003 de Philippe Ébly : une série de science-fiction.
- Planète verte (série écrite par divers auteurs): une équipe de jeunes gens est confrontée à des situations liés à des problèmes écologiques.
- Le Prince charmant de Georges Chaulet.
- Richard Bolitho d'Alexander Kent : les aventures d'un jeune capitaine de navire au XIXe siècle.
- Les Six Compagnons de Paul-Jacques Bonzon : les aventures de six amis habitant à Lyon.
- Une enquête des sœurs Parker de Caroline Quine : les aventures de détective des sœurs Ann et Liz Parker, 16 et 17 ans, dans leur pensionnat de jeunes filles aux États-Unis.
- Tarzan, d'Edgar Rice Burroughs : les aventures du célèbre homme de la jungle.
- Trampton School d'Anne Digny : une fillette vit des aventures dans son école.
- Le Trio de la Tamise (I Pimlico Boys) d'Edward Jones[Note 5] : trois adolescents londoniens forment une équipe de détectives en herbe.
- Les Trois Jeunes Détectives (The Three Investigators) d'Alfred Hitchcock[Note 6] : les curieuses aventures de trois jeunes amis détectives aux États-Unis.

## Les illustrateurs de la Bibliothèque verte
Note : classement par ordre alphabétique.
- J.- P. Ariel[Note 7] (série L'Étalon noir)
- Raoul Auger (série L'Étalon noir)
- François Batet (série Jules Verne)
- Yves Beaujard
- Jacques Berrueta
- Daniel Billon
- Matthieu Blanchin (Le Rêve du mort)
- Marc Bourgne
- Robert Bressy
- Albert Chazelle (séries Alice et Les Six Compagnons)
- Tibor Csernus
- Philippe Daure (séries Michel, Une enquête des Sœurs Parker et Alice)
- Jacques Demachy
- R. Dendeville
- Henri Dimpre
- Paul Durand
- Georges Dutriac
- Micheline Duvergier
- Harry Eliott
- Henri Faivre (série Cinq jeunes filles)
- Michel Faure
- Freddy
- Jacques Fromont
- Victor de La Fuente
- André Galland
- René-Georges Gautier
- Claude Gohérel
- Monique Gorde
- Charles-Jean Hallo
- Jeanne Hives
- André Hofer
- R. Jouan
- Eric Juszezak
- Claude Lacroix
- Philippe Ledoux
- Yvon Le Gall
- Pierre Leroy
- Pierre Lissac
- Annie-Claude Martin
- Richard Martens
- Jean-Louis Mercier
- Lozano Olivarès
- Maurice Paulin (série Langelot)
- Jacques Pecnard
- André Pécoud
- Patrice Pellerin
- Françoise Pichard
- Jacques Poirier (séries Alfred Hitchcock et Chris Cool)
- Pierre Probst
- Jean Reschofsky
- Marguerite Sauvage (série Alice)
- Joseph Sheldon
- Jean Sidobre (série Alice)
- Josette Stéfani
- André Taymans
- Vanni Tealdi
- Gilles Valdès
- Christian Vicini
- Pierre-Olivier Vincent